# Valvata
Valvata (zawójka) – rodzaj obejmujący drobne, słodko- i słonowodne ślimaki z rodziny zawójkowatych (Valvatidae). Zasięg obejmuje Europę, Amerykę Północną, część Azji i Afryki. W Polsce w różnych typach wód śródlądowych występują dwa (w dawnych ujęciach systematycznych cztery) gatunki z tego rodzaju.

## Etymologia nazwy
Nazwa rodzaju jest pochodną łacińskiego słowa oznaczającego muszlę (valva, -ae łac. – muszla, skorupka ).

## Cechy morfologiczne

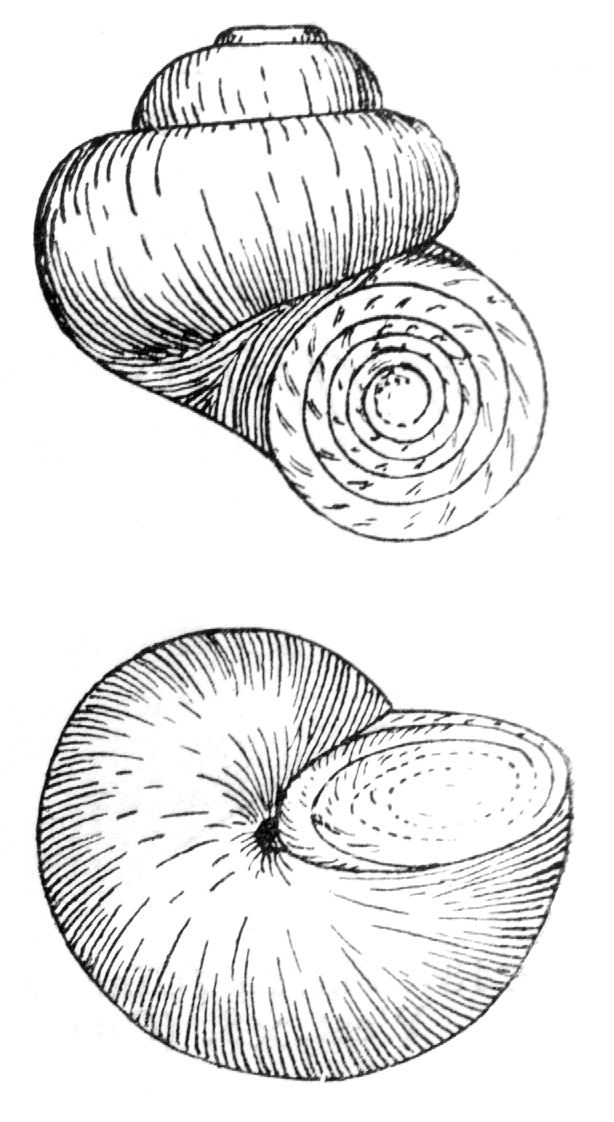
Szkic muszli zawójki pospolitej.

Muszle o zróżnicowanym kształcie, od płasko zwiniętych do szerokostożkowatych, kulisto-stożkowatych, stożkowato-wieżyczkowatych. Wielkość muszli nie przekracza na ogół 10 mm. Liczba skrętów: od 3 do 6. Skręty gładkie lub pokryte prążkami poprzecznymi lub/i spiralnymi, czasami u niektórych gatunków lekko żeberkowane lub z ostrymi krawędziami. Szew muszli zwykle mocno wcięty. Dołek osiowy u większości gatunków szeroki i dobrze widoczny. Ujście muszli najczęściej koliste, o połączonych brzegach. Wieczko rogowe, cienkie, o spiralnej budowie  .
Występuje para szczęk i krótka radula. Krawędzie tnące wszystkich rodzajów zębów piłkowane. Oczy położone u podstawy czułków. Czułki długie, cienkie .

## Występowanie
Obszar występowania obejmuje Europę, północną i centralną Azję, północną Afrykę i Amerykę Północną  . W Polsce występują dwa gatunki: zawójka pospolita (Valvata piscinalis) i zawójka płaska (Valvata cristata), rozpowszechnione w całym kraju z wyjątkiem obszarów górskich; wykazywana z Polski zawójka przypłaszczona (Valvata pulchella) jest obecnie synonimizowana z Valvata piscinalis, natomiast zaliczana dawniej do tego rodzaju zawójka rzeczna (Valvata (Borysthenia) naticina)  jest obecnie wydzielana do osobnego rodzaju Borysthenia.

## Biologia i ekologia

### Zajmowane siedliska
Poszczególne gatunki występują w różnych typach zbiorników wodnych i cieków, na dnie piaszczystym, piaszczysto-mulistym, mulistym, głównie w płytkim litoralu. Niektóre gatunki (V. piscinalis f. antiqua) występują także w głębszych partiach wód, w sublitoralu i profundalu  .

### Odżywianie
Filtratory i zdrapywacze. Odżywia się detrytusem, peryfitonem, zeskrobywanymi radulą fragmentami tkanek roślin wodnych .

### Rozmnażanie
Obojnaki. Jaja składane w kokonach jajowych. Rozwój prosty .

## Podział systematyczny
W rodzaju Valvata wyróżnia się następujące współczesne gatunki:

- Valvata aliena Westerlund, 1876
- Valvata alpestris Küster, 1853
- Valvata ambigua Westerlund, 1873
- Valvata antiqua J. Morris, 1838
- Valvata armeniaca Walther & Glöer, 2019
- Valvata beltrani Contreras-Arquiet, 1993
- Valvata bicarinata I. Lea, 1841
- Valvata biwaensis Preston, 1916
- Valvata brevicula Kozhov, 1936
- Valvata confusa Westerlund, 1897
- Valvata cristata O.F. Müller, 1774 – zawójka płaska – gatunek typowy
- Valvata gafurovi Izzatullaev, 1977
- Valvata geyeri Menzel, 1904
- Valvata helicoidea Dall, 1905
- Valvata hirsutecostata Poliński, 1929
- Valvata hokkaidoensis Miyadi, 1935
- Valvata humeralis Say, 1829
- Valvata japonica E. von Martens, 1877
- Valvata kebapcii D.A. Odabaşi, Glöer & Yıldırım, 2015
- Valvata kizakikoensis (Fujita & Habe, 1991)
- Valvata klemmi Schütt, 1962
- Valvata korotnevi Lindholm, 1909
- Valvata kournasi Glöer & Hirschfelder, 2019
- Valvata kukunorica Sturany, 1899
- Valvata lewisi Currier, 1868
- Valvata lilljeborgi Westerlund, 1897
- Valvata macrostoma Mörch, 1864
- Valvata mergella Westerlund, 1883
- Valvata middendorffi (Starobogatov & Zatravkin, 1985)
- Valvata montenegrina Glöer & Pešić, 2008
- Valvata nilotica Jickeli, 1874
- Valvata nowshahrensis Glöer & Pešić, 2012
- Valvata pamirensis Starobogatov, 1972
- Valvata perdepressa B. Walker, 1906
- Valvata piscinalis (O.F. Müller, 1774) – zawójka pospolita
- Valvata relicta (Poliński, 1929)
- Valvata revoili Bourguignat, 1890
- Valvata rhabdota Sturany, 1894
- Valvata saghalinensis Miyadi, 1935
- Valvata saulcyi Bourguignat, 1853
- Valvata sibirica Middendorff, 1851
- Valvata simusyuensis Miyadi, 1935
- Valvata sincera Say, 1824
- Valvata sorensis W. Dybowski, 1886
- Valvata stenotrema Poliński, 1929
- Valvata stoliczkana G. Nevill, 1878
- Valvata studeri Boeters & Falkner, 1998
- Valvata succinea H. Chen, Y.M. He & S.Y. Fan, 2024
- Valvata tilhoi Germain, 1909
- Valvata tricarinata (Say, 1817)
- Valvata tymiensis (Starobogatov, 1985)
- Valvata utahensis Call, 1884
- Valvata virens Tryon, 1863
- Valvata whitei Hannibal, 1910
- Valvata winnebagoensis F.C. Baker, 1928

oraz gatunki wymarłe, znane tylko ze szczątków kopalnych:

- Valvata abavia Huckriede, 1967 †
- Valvata abdita Brusina, 1902 †
- Valvata adeorboides T. Fuchs, 1870 †
- Valvata almerai Almera, 1894 †
- Valvata altaica Popova & Starobogatov, 1970 †
- Valvata anconae De Stefani, 1877 †
- Valvata andreaei Menzel, 1904 †
- Valvata andrussovi A.A. Ali-Zade, 1967 †
- Valvata anomala Moore, 1867 †
- Valvata aphanotylopsis Brusina, 1902 †
- Valvata applanata X. Zhu, 1995 †
- Valvata arnaudi Repelin, 1902 †
- Valvata austrina H.-Z. Pan, 1977 †
- Valvata avia (Eichwald, 1850) †
- Valvata balchanica A.A. Ali-Zade, 1967 †
- Valvata balizacensis (Degrange-Touzin, 1892) †
- Valvata banatica Brusina, 1902 †
- Valvata benoisti Cossmann, 1899 †
- Valvata beysehirensis Glöer & Girod, 2013 †
- Valvata bezanconi de Laubrière & Carez, 1881 †
- Valvata bicincta Whiteaves, 1885 †
- Valvata bouei Pavlović, 1903 †
- Valvata bourdoti Cossmann, 1899 †
- Valvata bouryi Cossmann, 1888 †
- Valvata bugensis (Gozhik, 2007) †
- Valvata bukowskii Brusina, 1897 †
- Valvata cangshanensis H.-Z. Pan, 1984 †
- Valvata carasiensis Jekelius, 1944 †
- Valvata chalinei Schlickum & Puisségur, 1978 †
- Valvata changzhouensis W. Yü, 1977 †
- Valvata cincta Taner, 1974 †
- Valvata circinata (Greppin, 1855) †
- Valvata cobalcescui Brusina, 1885 †
- Valvata comes Hudleston, 1896 †
- Valvata connectens Brusina, 1892 †
- Valvata cosinensis Stache, 1889 †
- Valvata cossmanni (Brusina, 1894) †
- Valvata craterella L.S. Russell, 1938 †
- Valvata crusitensis Fontannes, 1887 †
- Valvata cyclostoma (Brusina, 1902) †
- Valvata cyclostrema Brusina, 1892 †
- Valvata cyclotusoides Raspail, 1909 †
- Valvata cyrenophila Andreae, 1884 †
- Valvata dakangensis (W. Yü, 1974) †
- Valvata dalaziensis G.-X. Zhu, 1980 †
- Valvata debilis T. Fuchs, 1870 †
- Valvata decollata Hislop, 1860 †
- Valvata delaunayi Cossmann, 1907 †
- Valvata deshayesi Denainvilliers, 1875 †
- Valvata disjuncta Dollfus, 1877 †
- Valvata donghucunensis H.-Z. Pan, 1977 †
- Valvata ducati Esu & Girotti, 2015 †
- Valvata eugeniae Neumayr, 1875 †
- Valvata euristoma Brusina, 1902 †
- Valvata exotica A. Papp, 1954 †
- Valvata faujasii Dumas, 1876 †
- Valvata filosa Whiteaves, 1885 †
- Valvata fossaruliformis Brusina, 1902 †
- Valvata fragilis W. Yü, 1965 †
- Valvata fuchsi (Brusina, 1894) †
- Valvata furlici Brusina, 1897 †
- Valvata fuxinensis X.-H. Yu, 1987 †
- Valvata giraudi Dollfus, 1908 †
- Valvata gregaria Bukowski, 1896 †
- Valvata gregorii W.I. Robinson, 1915 †
- Valvata guriana (Gozhik, 2007) †
- Valvata hanjiangensis W. Yü, 1977 †
- Valvata heidemariae Willmann, 1981 †
- Valvata helicoides Stoliczka, 1862 †
- Valvata hellenica Tournouër, 1877 †
- Valvata homalogyra Brusina, 1874 †
- Valvata huailinensis W. Yü & H.-Z. Pan, 1982 †
- Valvata hydrobiaeformis Cossmann, 1919 †
- Valvata idahoensis D.W. Taylor, 1981 †
- Valvata ilici Brusina, 1897 †
- Valvata incerta Yen, 1947 †
- Valvata indecisa Cossmann, 1924 †
- Valvata inflata F. Sandberger, 1875 †
- Valvata inflexa Deshayes, 1862 †
- Valvata interposita De Stefani, 1880 †
- Valvata jaccardi Locard, 1893 †
- Valvata jiangsuensis W. Yü, 1977 †
- Valvata jiaolaiensis T.-T. Yu, Salvador, H. Wang, Y.-N. Fang, Neubauer, S. Li, H.-C. Zhang & X.-Q. Wan, 2021 †
- Valvata joncheryensis Wenz, 1930 †
- Valvata juliae Scholz & Glaubrecht, 2010 †
- Valvata jurassica C.C. Branson, 1935 †
- Valvata kamirensis Willmann, 1981 †
- Valvata karameilica J.-M. Wei, 1984 †
- Valvata kavusani Schütt, 1984 †
- Valvata kochi Pavlović, 1932 †
- Valvata koehleri Harzhauser, Neubauer & Hoşgör, 2018 †
- Valvata kubanica Krestovnikov, 1931 †
- Valvata kupensis T. Fuchs, 1870 †
- Valvata landereri Hermite, 1879 †
- Valvata larteti Bourguignat, 1881 †
- Valvata leduensis Y.-T. Li, 1988 †
- Valvata leopoldi de Boissy, 1848 †
- Valvata leptonema Brusina, 1892 †
- Valvata lessonae Sacco, 1886 †
- Valvata liaoxiensis X.-H. Yu, 1987 †
- Valvata lorentheyi Wenz, 1928 †
- Valvata lucici Brusina, 1902 †
- Valvata marginata Michaud, 1855 †
- Valvata mathiasi Esu & Girotti, 2018 †
- Valvata menyinensis Yen, 1969 †
- Valvata michaudi Deshayes, 1862 †
- Valvata minima Hislop, 1860 †
- Valvata minuscula Yen & Reeside, 1946 †
- Valvata minuta X.-H. Yu, 1987 †
- Valvata moguntina (O. Boettger, 1884) †
- Valvata molnarae Soós, 1955 †
- Valvata montanaensis Meek, 1876 †
- Valvata multicarinata Hislop, 1860 †
- Valvata nana Meek, 1873 †
- Valvata nana Y.-T. Li, 1984 †
- Valvata neglecta Brusina, 1902 †
- Valvata nevadensis D.W. Taylor, 1981 †
- Valvata obtusaeformis Lörenthey, 1906 †
- Valvata ocsensis Soós, 1934 †
- Valvata orientalis P. Fischer, 1866 †
- Valvata pagana Bulić & Jurišić-Polšak, 2009 †
- Valvata palmotici Brusina, 1902 †
- Valvata parviumbilicata H.-J. Wang, 1977 †
- Valvata patulaeforma Martinson, 1962 †
- Valvata paula Pierce, 1993 †
- Valvata paviai Schlickum & Strauch, 1979 †
- Valvata peneckei Brusina, 1892 †
- Valvata penglaizhenensis H.-Z. Pan, 1984 †
- Valvata petronijevici Milošević, 1973 †
- Valvata philippsoni Oppenheim, 1891 †
- Valvata pileiformis X.-H. Yu, 1987 †
- Valvata piscinaloides Michaud, 1855 †
- Valvata pisidica Oppenheim, 1919 †
- Valvata planconcava Pavlović, 1927 †
- Valvata planibasis Cossmann, 1899 †
- Valvata platispira Szőts, 1953 †
- Valvata polita A.A. Ali-Zade, 1973 †
- Valvata politioanei Jekelius, 1944 †
- Valvata polystriata Pavlović, 1927 †
- Valvata pontica Pană, 1990 †
- Valvata praecursor Tate, 1873 †
- Valvata praecursoris (C.A. White, 1895) †
- Valvata praepiscinalis (Gozhik, 2007) †
- Valvata procera (L.S. Russell, 1952) †
- Valvata prutulensis (Gozhik, 2007) †
- Valvata pseudoadeorbis Sinzov, 1880 †
- Valvata pseudoalpestris Brusina, 1902 †
- Valvata pulchra (L.-S. Huang, 1987) †
- Valvata pusilla Martinson, 1961 †
- Valvata pygmaea Moore, 1867 †
- Valvata pygmaea Noulet, 1854 †
- Valvata pyramidula Esu & Girotti, 2015 †
- Valvata radiatula F. Sandberger, 1872 †
- Valvata radovanovici Pavlović, 1931 †
- Valvata rakovetzae Popova & Starobogatov, 1970 †
- Valvata ranjinai Brusina, 1902 †
- Valvata rehetaiensis G.-X. Zhu, 1980 †
- Valvata ristici (Pavlović, 1931) †
- Valvata robusta Martinson, 1982 †
- Valvata rothleitneri Bittner, 1884 †
- Valvata rugaoensis H.-J. Wang, 1977 †
- Valvata salebrosa Meijer, 1990 †
- Valvata salina A.B. Leonard, 1972 †
- Valvata semigradata Pavlović, 1927 †
- Valvata shakengensis W. Yü & X.-Q. Zhang, 1982 †
- Valvata shansiensis W. Yü, 1965 †
- Valvata shuguangensis L.-S. Huang, 1987 †
- Valvata sibinensis Neumayr, 1875 †
- Valvata sichuanensis W. Yü, H.-Z. Pan & H.-J. Wang, 1974 †
- Valvata sinensis W. Yu & Z.-S. Li, 1983 †
- Valvata singularis (Gozhik, 2007) †
- Valvata skhiadica Bukowski, 1896 †
- Valvata soceni Jekelius, 1944 †
- Valvata splendida Szőts, 1953 †
- Valvata stevanovici Iljina, 1982 †
- Valvata stiriaca Rolle, 1860 †
- Valvata striolata Pavlović, 1927 †
- Valvata subbiformis Gozhik, 1978 †
- Valvata subcarinata Brusina, 1878 †
- Valvata subgradata Lörenthey, 1902 †
- Valvata subpulchella (Gozhik, 2007) †
- Valvata subumbilicata (Meek & Hayden, 1856) †
- Valvata sulekiana Brusina, 1874 †
- Valvata symmetra (Ludwig, 1865) †
- Valvata tanaiticus Sanko, 2007 †
- Valvata tihanyensis Lörenthey, 1906 †
- Valvata toplicani Milošević, 1984 †
- Valvata tournoueri Capellini, 1880 †
- Valvata transbaicalensis Martinson, 1956 †
- Valvata trigeri Deshayes, 1862 †
- Valvata trouessarti Brusina, 1902 †
- Valvata truckeensis Yen, 1950 †
- Valvata truncatella Y.-T. Li, 1984 †
- Valvata tuostaiensis J.-M. Wei, 1984 †
- Valvata turbinata Stache, 1889 †
- Valvata turgensis Martinson, 1961 †
- Valvata turislavica Jekelius, 1944 †
- Valvata unicarinata Lörenthey, 1893 †
- Valvata unicarinifera Hislop, 1860 †
- Valvata uralica G.I. Popov, 1965 †
- Valvata vallestris Fontannes, 1876 †
- Valvata vanciana Tournouër, 1875 †
- Valvata variabilis T. Fuchs, 1870 †
- Valvata varians Lörenthey, 1902 †
- Valvata varicosa Koert, 1898 †
- Valvata velitzelosi Schütt, 1991 †
- Valvata vivipariformis Oppenheim, 1891 †
- Valvata vrabceana Gorjanović-Kramberger, 1890 †
- Valvata wenzi A. Papp, 1953 †
- Valvata yongkangensis W. Yü, 1980 †
- Valvata zhongbaensis W. Yü, 1974 †
- Valvata zhongjingensis H.-Z. Pan, 1984 †
- Valvata zhuchengensis (H.-Z. Pan, 1983) †